# 5 MBC 뉴스 제주
《5 MBC 뉴스 제주》는 제주MBC TV에서 매주 평일에 방송했던 제주 지역 저녁 뉴스 프로그램이었다.
제주MBC 5시 뉴스로 표기·표현하여 읽는다.

## 앵커
- 무작위

## 경쟁 프로그램
- KBS 뉴스 7 제주 (KBS 제주 1TV)
- JIBS 저녁뉴스 (JIBS TV)